# Арт Тейлор
Артур С. Тейлор-молодший (англ. Arthur S. Taylor Jr., 6 квітня 1929 — 6 лютого 1995) — американський джазовий барабанщик, який «допоміг визначити звучання сучасного джазового звучання барабана».